# Gloria D. Miklowitz
Gloria D. Miklowitz (* 18. Mai 1927 in New York; † 20. Januar 2015 in Pasadena) war eine US-amerikanische Kinder- und Jugendbuchautorin.

## Leben
Miklowitz hat bisher (Stand 2005) über 60 Romane und Sachbücher veröffentlicht. Ihre Bücher haben zahlreiche amerikanische und internationale Auszeichnungen erhalten, unter anderen den Emmy für „Best Children's Special“. Außerdem wurden drei ihrer Novellen verfilmt.
Nachdem sie die Universität von Michigan absolviert hatte, heiratete sie im Jahre 1948 Professor Julius Miklowitz und zog nach Kalifornien, wo sie mit dem Schreiben begann. Zuerst schrieb sie Drehbücher für Dokumentationen über Raketen und Torpedos für die US-Navy. Nach der Geburt ihres zweiten Sohnes entschied sie sich, Kinderbuchautorin zu werden und kündigte schließlich ihren Job. Mit zunehmendem Alter ihrer Söhne begann sie Jugendliteratur zu schreiben.
Sie lebte zuletzt als Witwe in La Canada, Kalifornien. Zwei ihrer drei Söhne sind Professoren für Philosophie bzw. Psychologie.

## Zitat
„I write because I like to try on different lives through my characters and want to help young people find answers to their problems.“

## Werke
- The Enemy Has a Face (2003)
- Secrets in the House of Delgardo (2001)
- Masada, the Last Fortress (1999)
- Camouflage. Harcourt Brace (1998)
- Past Forgiving (1995)
- The Killing Boy (1993)
- The War Between the Classes (1985)